# 水中スクーター

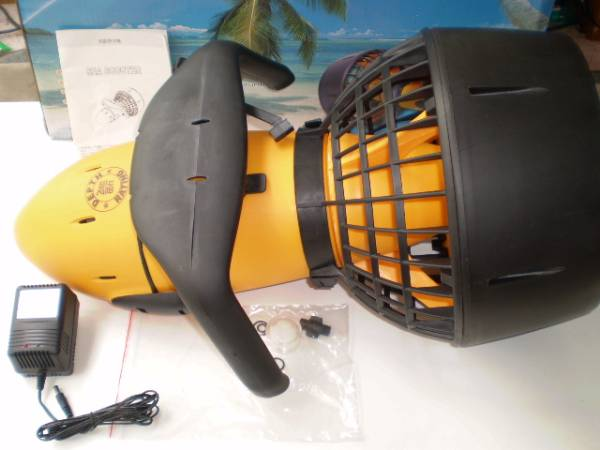
魚雷型の水中スクーター（模造品）

水中スクーター（すいちゅうスクーター）は、水中および水面で使用するダイブをサポートする電動式の器具である。充電式バッテリーによりプロペラを回転させ、推進力を得る。

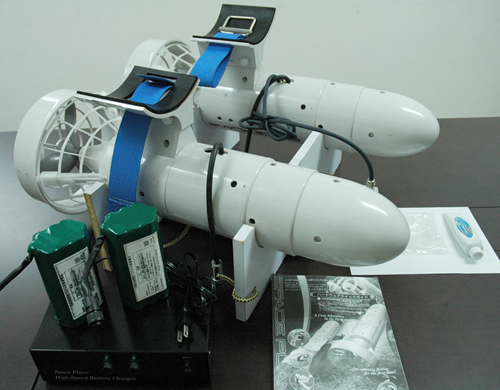
背負いタイプの水中スクーター。両手を用いる事が可能（日本製）

## 種類
価格・用途・製造者などにより、いくつかに分類が可能。誤解されがちだが、高価格な製品ほど推進力が高いわけではなく、どちらかと言えば気密性が高く、可使時間が長く、重量が重くなる傾向にある。
- プロダイバー・業務用

40mを超える水深で行われる作業用とされている製品。ファンダイブ用ではない。最大出力で3時間程度の可使時間、8時間以上の充電を要するものが多い。日本製はここに該当する場合がほとんど。速度は4-6km/h、重量は30-50kg、価格も本体のみで50万円を超える。
- ファンダイブ・高水深用

Maco、Hollisなどのメーカーがある。沈没船探検など40mぎりぎりか、若干超える程度の水深に耐えられ、最大出力で2-3時間程度の可使時間がある。速度4-7km/h、充電時間は7-14時間、重量は20-40kg、価格は20-100万円程度。
- ファンダイブ・浅水深用

SeaDoo、Bladefishなどのメーカーがある。40mに満たないファンダイブ向け。最大出力で1-2時間程度の可使時間。速度は4-7km/h、充電時間は2-8時間、重量は5-10kg、価格は5-10万円程度。
- プール用

同じくSeaDooやBladefishなど。小型軽量で持ち運びしやすく、子供でも扱えるとしている。このジャンルの製品は推進力が低い。速度は3-4km/h、充電時間は2-4時間、重量は3-5kg、価格は1-3万円程度。
業務用や高価格製品は、手で持つ形式以外に、フリーハンドとするため身体や他のダイビング器材（タンクなど）に装着するタイプがある。

## 設計
以下のような設計になっているものが多い。模造品は安全対策（漏水・気密）が皆無。
- 浮力調整機能

フロート、バラストをユーザーの好みに設定し、浮力調節が可能。中性浮力とし、特に浮力に気を使うダイブを容易とする。
- 速度調節機能

高価格な製品になるほど、2-4段階程度の速度調節機能が付与されている。最大出力を使うと航続距離が短くなるため、長時間のダイブ・バッテリー交換機会のない場合には有効。
- 安全対策（巻き込み防止）

低価格製品に多いが、不慣れなダイバーや子供向けに、スクリュー部をネットで覆い、直接手などが触れないような構造を取っている。高価格製品にはあまり見られない。
- 安全対策（漏電）

バッテリー、駆動部への浸水は、感電や爆発事故の原因になるため、万が一バッテリー部へ浸水しても即人体への危険が及ばないように、バッテリー端子の防水・モーター部の防水・浸水検知回路などの安全設計が施される。
- 安全対策（気密）

バッテリー部は水没しないため、エアが残っている。そのため海中では気圧が高い状態となり、気密シーリングに影響を及ぼす。気密シーリングにはそれに耐えるだけの耐圧性が求められる。このため、大気中での開放時にマイナス圧となるような構造が一般的。

## 事故

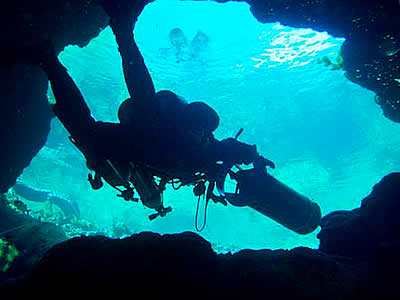
水中スクーター・ケイブダイバー

水中スクーターには、以下のような危険性がある。
- 爆発事故

鉛バッテリーを使用する製品では、主にシールドバッテリーが使用されるが、経年劣化の影響などでシールが弱まり、バッテリー部に水素が漏れだすことがある。この水素にスイッチ部のスパークによって引火し、爆発するケースがある。この危険性を防止するため、きちんとしたメーカー製品では無接点式のリレースイッチを使用する等の対策が施される。リチウムイオン電池を搭載する製品では、水素が漏れだす危険性はない。
- 感電事故

通常はありえないが、水中スクーターが岩などに激突した場合、気密が侵され浸水する場合がある。バッテリーが直接海水に晒された場合、感電するケースがある。
- 巻き込まれ事故

プロペラ部に水着の紐などが巻き込まれ、首や身体を締め付けられる事故が発生する場合がある。また、高価格製品はプロペラ部がネットで覆われていないものが多く、指などを巻き込むケースもある。

## BOB
BOB（Breathing Observation Bubble）は、従来の水中スクーターとは異なり、座って乗るタイプのものである。本体に酸素ボンベが設置されており、2人乗り用もある。